# Caulanthus simulans
Caulanthus simulans là một loài thực vật có hoa trong họ Cải. Loài này được Payson publ. 1923 mô tả khoa học đầu tiên năm 1922.